# Папук

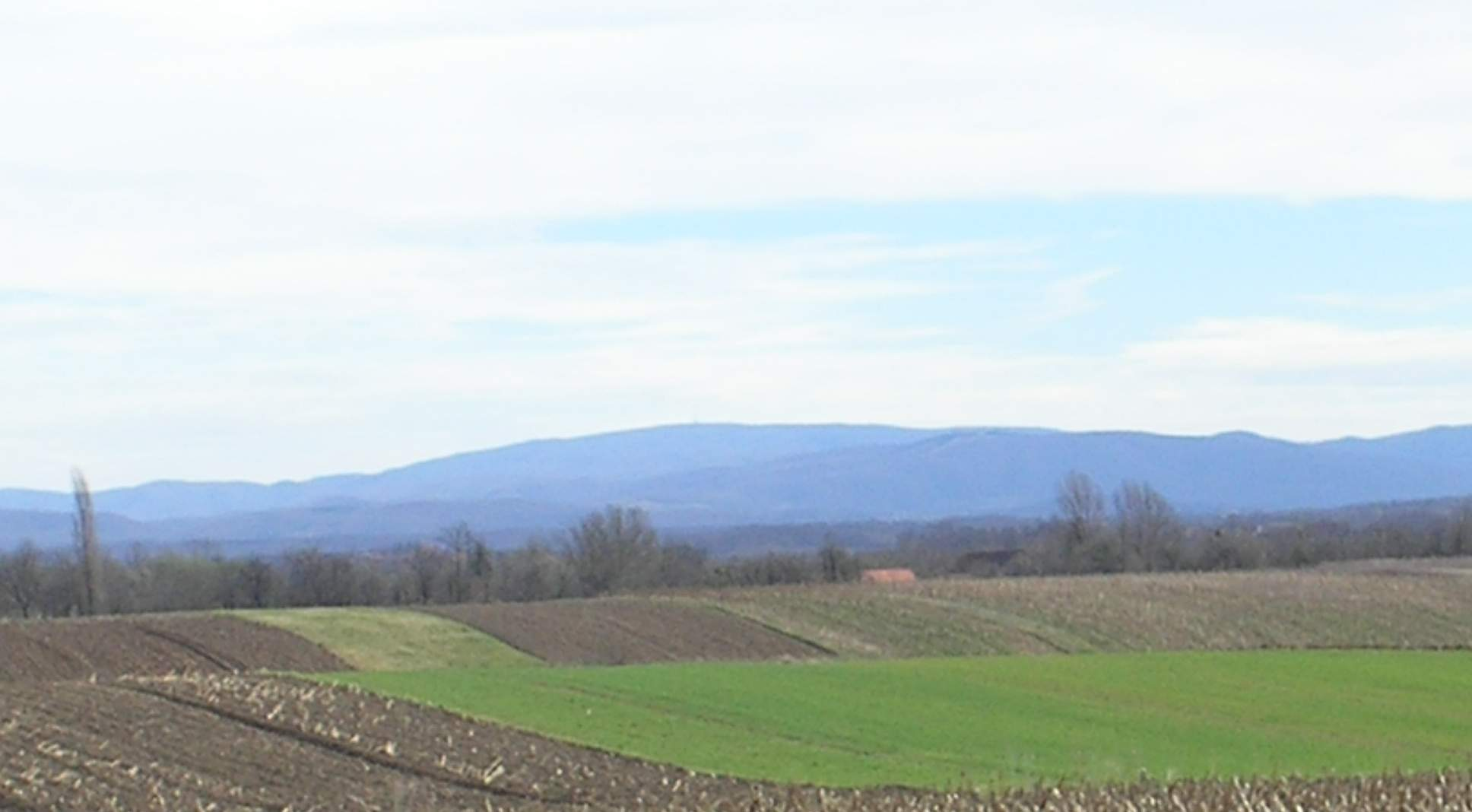
Вигляд на Папук з боку Дарувара

Папук (хорв. Papuk) — гірське пасмо в західній Славонії на сході Хорватії. Папук це також назва найвищої вершини, розташованої в центральній частині пасма, яка має висоту 954 метри.
Папук прилягає до гірських масивів Білогора (на північному заході), Крндія (на сході), гір Равна-Гора і Псунь (на південному заході). Гірське пасмо завдовжки понад 40 кілометрів витягнулося з північного заходу на південний схід. На північ від Папука лежить низовинна область Подравина, на південь — Пожезька долина і місто Пожега. При західних схилах гірського пасма розкинулось місто Дарувар, східний край Папука виходить до міста Ораховиця. Через Папук проходить автомобільна дорога Слатина-Пожега.
Гірське пасмо Папук оголошено природним парком, крім того в цій охоронній зоні створено геопарк. У 2007 році геопарк Папук став 30-м і першим у Хорватії членом Європейської мережі геопарків.